# Pelobates varaldii
Pelobates varaldii és una espècie d'amfibi anur de la família Pelobatidae que es troba al Marroc i, possiblement també, a la península Ibèrica.
Està amenaçada d'extinció per la pèrdua del seu hàbitat natural.